# 井上浩樹
井上 浩樹（いのうえ こうき、1992年〈平成4年〉5月11日 - ）は、日本のプロボクサー、元漫画家。神奈川県座間市出身。大橋ボクシングジム所属。

## 来歴
小学3年生からボクシングを始めて、相模原青陵高校時代には高校3冠を達成した。
2015年12月29日、有明コロシアムでジャクソン・コエラピーとスーパーライト級6回戦を戦い、1回2分44秒KO勝ちを収めてデビュー戦を白星で飾った。
その後4連勝して2016年12月30日、有明コロシアムで行われた「ボクシングフェス2016」にて日本ライト級12位の宇佐美太志とスーパーライト級8回戦を行い、3回1分3秒TKO勝ちを収めた。この勝利でJBCの発表した最新ランキングで初めてスーパーライト級日本ランク入りを果たす。
2018年10月12日、後楽園ホールで開催された「チャンピオンカーニバル挑戦者決定戦」にてマーカス・スミスとスーパーライト級8回戦を戦い、8回3-0（77-75、77-74、78-73）の判定勝ちを収めて日本王者細川バレンタインへの挑戦権を獲得した。
2019年4月6日、後楽園ホールで行われた「ダイナミックグローブ」で日本スーパーライト級王者の細川バレンタインと対戦し、10回3-0（97-93、98-93、98-92）で判定勝ちを収め、王座を獲得した。
2019年7月1日、後楽園ホールで日本スーパーライト級8位の池田竜司を相手に防衛戦を行い、5回34秒TKO勝ちを収め、初防衛に成功した。
2019年12月2日、後楽園ホールでWBOアジアパシフィックスーパーライト級王座を懸けてWBOアジアパシフィック同級5位でフィリピン同級王者のジェリッツ・チャベスと対戦し、7回3分8秒KO勝ちを収め、王座を獲得した。
2020年2月12日、大橋ジムは3月16日に行う予定であった日本スーパーライト級1位の永田大士を相手にした2度目の防衛戦を、井上の怪我により5月26日に延期にすると発表した。その後、新型コロナウイルス感染症拡大による全国的な興行延期により7月16日に再延期となった。
2020年7月16日、延期されていた永田大士との2度目の防衛戦が後楽園ホールで行われ、7回2分17秒負傷TKO負けを喫し、王座から陥落した。

### 引退から現役復帰
試合翌日の17日に自身のTwitterで現役引退を表明した。保持していたWBOアジアパシフィック王座について、大橋秀行会長は「気が変わるかもしれない」との理由で返上は保留していたが、後に返上された。引退表明後は小説家の中村航の下で漫画家の修行をし、2021年8月には井上家をモチーフにした漫画「闘え！コウキくん」の単行本を出版した。
2022年2月24日、現役復帰を目指して練習を再開したことを発表、先の引退表明の際には正式な引退届を提出していなかったことも明らかにした。現役復帰を決断した契機は、井上尚弥の米ラスベガス2連戦のサポートとして帯同した際に「自分もこういう舞台でやってみたい」と刺激を受けた事、中村が原案を担当している『BanG Dream!』の映画を見て「自分も夢を持っていたのに何も達成できてないことに気づいた」事などを挙げている。
2023年2月16日、後楽園ホールで行われたパコーン・アイエムヨッドとの8回戦で現役復帰を果たし、2回38秒TKO勝ちを収めた。
2023年8月30日、後楽園ホールでWBOアジアパシフィックスーパーライト級王座返り咲きを懸けてWBOアジアパシフィック同級2位のアブドゥラスル・イスモリロフと対戦し、10回2分11秒TKO勝ちを収め王座返り咲きに成功した。
2024年2月22日、後楽園ホールでOPBF東洋太平洋・WBOアジアパシフィックスーパーライト級王座統一戦としてOPBF同級王者でWBOアジアパシフィック同級4位の永田大士と再戦し、12回0-2（114-114、113-115、112-116）の判定負けを喫しWBOアジアパシフィック王座の初防衛およびアジア王座統一に失敗、王座から陥落した。試合後、「悔いはない」と2度目の現役引退を示唆した。

## 人物
井上尚弥・井上拓真は従兄弟にあたる。
アニメ好きでアニメソングを入場曲に使ったことがある。推し声優は徳井青空と大橋彩香。
「ヰ乃上ころまる」の名前でVTuber活動も行っている。名前の由来は徳井青空のあだ名である「そらまる」と、自身が幼少期に「ころちゃん」と呼ばれていたところから。

## 戦績
- アマチュアボクシング：130戦 112勝 (60KO) 18敗
- プロボクシング：20戦 18勝 (15KO) 2敗

| 戦           | 日付           | 勝敗 | 時間     | 内容    | 対戦相手                       | 国籍           | 備考                                                                                |
| ------------ | -------------- | ---- | -------- | ------- | ------------------------------ | -------------- | ----------------------------------------------------------------------------------- |
| 1            | 2015年12月29日 | ☆    | 1R 2:44  | KO      | ジャクソン・コエラピー         | インドネシア   | プロデビュー戦                                                                      |
| 2            | 2016年3月28日  | ☆    | 1R 0:55  | KO      | サラタン・シットプラカイファー | タイ           |                                                                                     |
| 3            | 2016年5月8日   | ☆    | 1R 2:59  | TKO     | ビモ・ジャガー                 | インドネシア   |                                                                                     |
| 4            | 2016年6月26日  | ☆    | 6R       | 判定3-0 | 柳顕祐                         | 韓国           |                                                                                     |
| 5            | 2016年9月4日   | ☆    | 2R 1:20  | TKO     | ヘリ・アンドリヤント           | インドネシア   |                                                                                     |
| 6            | 2016年12月30日 | ☆    | 3R 1:03  | TKO     | 宇佐美太志（岐阜ヨコゼキ）     | 日本           |                                                                                     |
| 7            | 2017年3月27日  | ☆    | 5R 2:25  | TKO     | 藤田光良（鹿児島）             | 日本           |                                                                                     |
| 8            | 2017年6月25日  | ☆    | 1R 1:01  | KO      | ニル・ウィソラム               | タイ           |                                                                                     |
| 9            | 2017年8月30日  | ☆    | 2R 0:07  | TKO     | 青木クリスチャーノ（駿河）     | ブラジル       |                                                                                     |
| 10           | 2017年12月30日 | ☆    | 4R 1:25  | TKO     | 金東希                         | 韓国           |                                                                                     |
| 11           | 2018年3月26日  | ☆    | 2R 1:04  | KO      | ワチラサク・ワイヤウォング     | タイ           |                                                                                     |
| 12           | 2018年10月12日 | ☆    | 8R       | 判定3-0 | マーカス・スミス（平仲BS）     | アメリカ合衆国 | 2018年度日本スーパーライト級最強挑戦者決定戦                                        |
| 13           | 2019年4月6日   | ☆    | 10R      | 判定3-0 | 細川バレンタイン（角海老宝石） | 日本           | 日本スーパーライト級タイトルマッチ                                                  |
| 14           | 2019年7月1日   | ☆    | 5R 0:34  | TKO     | 池田竜司（T&H）                | 日本           | 日本王座防衛1                                                                       |
| 15           | 2019年12月2日  | ☆    | 7R 3:08  | KO      | ジェリッツ・チャベス           | フィリピン     | WBOアジアパシフィックスーパーライト級王座決定戦                                     |
| 16           | 2020年7月16日  | ★    | 7R 2:17  | TKO     | 永田大士（三迫）               | 日本           | 日本王座陥落                                                                        |
| 17           | 2023年2月16日  | ☆    | 2R 0:38  | TKO     | パコーン・アイエムヨッド       | タイ           |                                                                                     |
| 18           | 2023年8月30日  | ☆    | 10R 2:11 | TKO     | アブドゥラスル・イスモリロフ   | ウズベキスタン | WBOアジアパシフィックスーパーライト級王座決定戦                                     |
| 19           | 2024年2月22日  | ★    | 12R      | 判定0-2 | 永田大士（三迫）               | 日本           | OPBF・WBOアジアパシフィックスーパーライト級王座統一戦 WBOアジアパシフィック王座陥落 |
| 20           | 2025年3月31日  | ☆    | 3R 3:04  | KO      | ミハイル・レスニコフ           | ロシア         |                                                                                     |
| テンプレート |                |      |          |         |                                |                |                                                                                     |

## 獲得タイトル
- 第41代日本スーパーライト級王座（防衛1）
- WBOアジアパシフィックスーパーライト級王座（1期目: 防衛0=返上、2期目: 防衛0）

## テレビ出演
- ナカイの窓（日本テレビ、2018年1月10日[25]）
- 激レアさんを連れてきた。（テレビ朝日、2021年11月29日[26]）

## 書籍
- 『闘え！コウキくん』ステキブックス、2021年8月。ISBN 978-4-434-29225-5。